# Koçi Bey
Mustafa Koçi Bey (oder Muṣṭafā Qoči Bey), mit vollem Namen Kuricali Koƈ u Mustafa Bey, auch als Kuricali, Göriceli, Koƈ u oder Koƈ i bekannt, (* wahrscheinlich in Korça, Osmanisches Reich, heutiges Albanien; † um 1650 oder 1654 in Istanbul, begraben bei Korça) war ein osmanischer Staatsmann und Reformer albanischer Herkunft.

## Leben und Werk

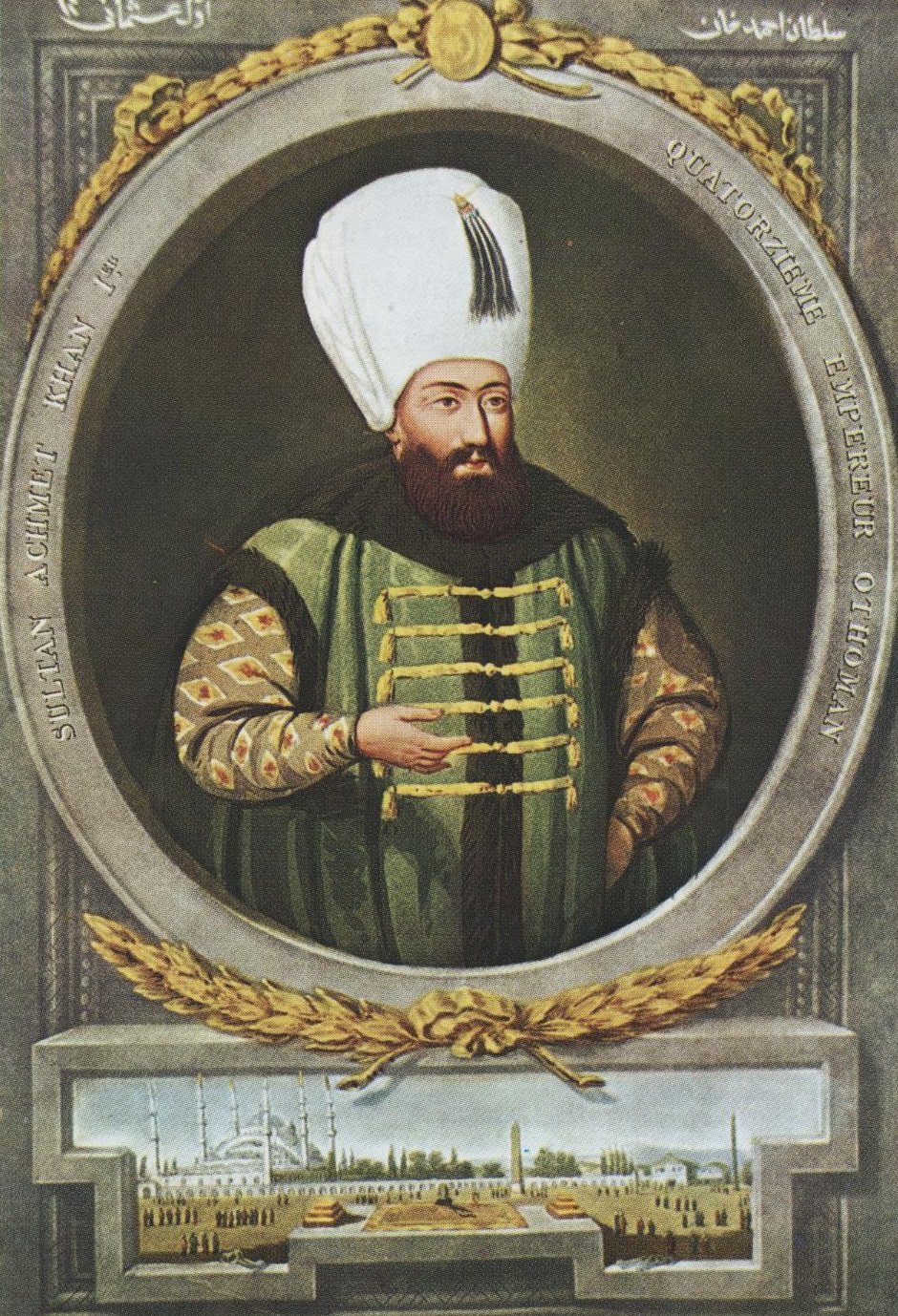
Unter der Regierungszeit Sultan Ahmeds I. (1603 bis 1617) kam Koçi Bey in den Hofdienst

Koçi Bey genoss als ursprünglich christlich getaufter Junge im Rahmen der Knabenlese (osmanisch دوشيرمه Devşirme) eine Erziehung in der Elite- und Palastschule (Enderun) von Istanbul und trat unter Sultan Ahmed I. in den Hofdienst ein.
Sein wichtigstes Werk war die Denkschrift Risâle-i Koçi Bey (Abhandlung des Koçi Bey), die er als Ratgeber in den Jahren 1630/1631, in einer chaotischen Phase osmanischer Politik, an den jungen Sultan Murad IV. richtete. Die Schrift gilt als eines der bedeutendsten Werke der osmanischen politischen Literatur des 17. Jahrhunderts und ist eine brillante Studie der Ursachen des Niedergangs der osmanischen Macht. Darin analysiert er die Probleme des politischen Systems und unterbreitet drastische Vorschläge für Reformen, die wieder ein Goldenes Zeitalter wie zur Herrschaft Süleymans I. heraufführen sollten.
Im Unterschied zu ähnlichen Denkschriften späterer und früherer Zeit sparte der Autor nicht mit harscher Kritik und deutlichen Worten, als er anhand von Statistiken, Ereignissen und Fakten die osmanische Herrschaft einer kritischen Analyse unterzog. 1574, das Todesjahr Selims II., galt ihm als der entscheidende Epochenwechsel: bis dahin sei das Lehnsheer (Timar-System) die Stütze der Militärmacht gewesen und habe die Expansion des osmanischen Reichs getragen; mit dem Erstarken der am Hof angesiedelten Clique, die sich um den Harem und den Großwesir scharte, und der Palasttruppe der Janitscharen sei seitdem jedoch eine Günstlings- und Pfründenwirtschaft entstanden, die die soldatischen Fähigkeiten und Tugenden der Sipahis (Reitertruppen) der Bevorzugung von Verwandten und Freunden der Höflinge geopfert habe. Auch die Geistlichkeit und der damit verbundene Richterstand müssten durch Wissenschaft und Bildung aufgewertet werden, das Protektionsunwesen und vor allem das leistungsfeindliche Anciennitätsprinzip müssten auch hier weichen. Auch sei die Steuerlast für die Bevölkerung zu hoch.
Aufgrund seiner radikalen Denkschrift nahm Koçi Bey eine Vorrangstellung unter den Ratgebern des jungen, ebenso dynamischen wie grausamen Herrschers Murad IV. ein, ein Ehrenrang, den er auch unter dessen Nachfolger, Sultan Ibrahims I., beibehielt. Ihm soll er im Jahr 1640 eine weitere, sprachlich und inhaltlich gegenüber der ersten Abhandlung allerdings weit schwächere Denkschrift gewidmet haben. Beim Sturz Ibrahims verbannte man Koçi Bey vom Hof.
Aufgrund seines kritischen, faktenreichen Ansatzes wird Koçi Bey auch als der "Montesquieu der Osmanen" bezeichnet, mit dem ihn auch die – weitgehend unberechtigte – pessimistische Einstellung vom historischen Niedergang (Dekadenzgedanke) verbindet, hier auf die idealisierte Zeit Süleymans des Prächtigen, dort auf die römische Antike bezogen.

## Ausgaben
- Koçi Bey risaleleri. Sultan IV. Murad'a devlet yönetimindeki bozukluklar ile alınması gereken tedbirler hakkında sunulan risale ve Sultan 1. İbrahim'e Osmanlı Devlet teşkilatı hakkında sunulan risale. Hrsg. Seda Çakmakcıoğlu. Kabalcı Yayınevi, İstanbul 2008.
- Yılmaz Kurt (Hrsg.): Koçibey Risalesi. Ankara: Burak 1998.
- Zuhuri Danişman: Koçi Bey risalesi. 1. Auflage. Devlet Kitapları, Istanbul 1972 (Türk kültürü kaynak eserleri dizisi). – Sprachlich modernisierter türkischer Text.
- Ali Kemali Aksüt: Koçi Bey Risalesi. Şimdiye kadar elde edilememiş olan tarihî eserin tamamı; Koçi Beyin resmini havidir. Vakit, Istanbul  1939. – Übertragung in moderne türkische Sprache.
- Koçi Bey Risalesi. Istanbul 1303 (=1885/86). – Unkritische osmanische Ausgabe.